# 小平房站
小平房站是一个锦承线上的铁路车站，位于辽宁省建平县万寿乡，建于1934年，目前为四等站，邮政编码为122400。目前不办理客运营业；货运：办理整车货物发到。